# Liste der Naturdenkmale in Klein-Winternheim
Die Liste der Naturdenkmale in Klein-Winternheim nennt die im Gemeindegebiet von Klein-Winternheim ausgewiesenen Naturdenkmale (Stand 1. Mai 2024).

## Naturdenkmale
| Nr.         | Bezeichnung                         | Lage                                   | Beschreibung                                 | Bild            |
| ----------- | ----------------------------------- | -------------------------------------- | -------------------------------------------- | --------------- |
| ND-7339-033 | Linden am Bahnhof Klein-Winternheim | Am Alten Bahnhof, hinter Nr. 1–35 Lage | Tilia cordata, 15 von ursprünglich 21 Bäumen | Fotos hochladen |